# Star Wars: Ronin: A Visions Novel
Ronin, commercializzato come Star Wars: Ronin: A Visions Novel, è un romanzo di fantascienza sui samurai scritto da Emma Mieko Candon ed è uno spin-off della serie animata antologica Star Wars: Visions, ambientato in una storia alternativa. Segue un vagabondo solitario e senza nome, noto solo come Ronin, che viaggia per la galassia con il suo fedele droide brandendo una spada laser rossa. Si ispira alle opere di Akira Kurosawa.
Il romanzo è stato pubblicato negli Stati Uniti il 12 ottobre 2021 dalla Del Ray in versione con copertina rigida e in versione digitale; la sua versione audiolibro è letta da Joel de la Fuente.

## Trama
Due decenni dopo che i Jedi ribelli si sono ribellati e hanno formato l'ordine Sith, e la caduta definitiva dell'ordine a causa di lotte intestine, un ex guerriero Sith in esilio autoimposto vaga per la galassia raccogliendo cristalli kyber rossi dai Sith che ha ucciso. Dopo uno scontro con un bandito, Ronin è costretto a confrontarsi con la sua vecchia vita e con il ciclo infinito di violenza che si è lasciato alle spalle.

## Promozione
Il romanzo è stato annunciato sei mesi prima dell'uscita della sere animata Star Wars: Visions, con la speranza che i lettori «dimentichino ciò che sanno su Jedi e Sith». Secondo James Waugh, produttore esecutivo di Visions, ha ritenuto che l'episodio su cui si basa il romanzo, Il duello, fosse l'unico corto che meritava una continuazione sotto forma di romanzo, con la consulenza del produttore creativo Jumpei Mizusaki e dello studio di animazione Kamikaze Douga. Waugh ha detto della storia e della sua relazione con la serie: «Visions ci permette di esplorare Guerre stellari in modi nuovi. E questo libro è diverso da qualsiasi cosa abbiamo fatto prima».